# Eduardo Camaño
Pour les articles homonymes, voir Camaño.
Eduardo Camaño (né le 17 juin 1946 à Buenos Aires en Argentine), est un homme d'État argentin qui fut maire de Quilmes (près de Buenos Aires) entre 1987 et 1991 et président de la Chambre des députés du Congrès de la Nation argentine durant le gouvernement de Fernando de la Rúa.

## Biographie
Il est chef de l'État à titre provisoire chargé du pouvoir exécutif national (fonctions présidentielles) en décembre 2001, après la double démission de Fernando de la Rúa, puis d'Adolfo Rodríguez Saá.
Étant donné la démission de Rodriguez Saá, et ce dernier n'ayant pas de vice-président, la loi 20.972 — d'acéphalie du pouvoir exécutif — indiquait que la succession présidentielle devait échoir au président provisoire du Sénat, chose qui fut impossible puisque ce dernier — Ramón Puerta — venait de démissionner pour problèmes de santé. En accord avec la loi mentionnée, l'exercice du pouvoir exécutif revenait au président de la Chambre des députés, qui en ce moment était Eduardo Camaño.
Il a mandat de convoquer dans les 48 heures l'Assemblée législative pour élire le fonctionnaire public qui devrait occuper la présidence à titre intérimaire jusqu'à l'élection d'un nouveau président — ceci en accord avec l'article 88 de la Constitution —.
Réunie le 1er janvier 2002, l'Assemblée élit donc Eduardo Duhalde. Ainsi Camaño exerce le pouvoir exécutif entre le 30 décembre 2001 et le 1er janvier 2002, continuant par après à être président de la Chambre des Députés.
Son titre officiel, durant la courte période où il est chef de l'État, est « président provisoire de l'Honorable Chambre des Députés de la Nation chargé du pouvoir exécutif » (presidente provisional de la Honorable Cámara de Diputados de la Nación en ejercicio del Poder Ejecutivo).